# Мобараке Бахман Тахеріян
Бахман Тахеріян Мобараке (1956) — іранський дипломат. Надзвичайний і Повноважний Посол Ісламської Республіки Іран в Україні.

## Біографія
Народився у 1956 році у Масджед Солеймані. Магістр політичних наук. Володіє англійською та арабською мовами.
З 1985 по 1989 — радник Міністра оборони Ісламської Республіки Іран.
З 1989 по 1992 — радник Міністра закордонних справ Ісламської Республіки Іран.
З 1993 по 1995 — Надзвичайний і Повноважний Посол Ісламської Республіки Іран в Абуджа (Нігерія).
З 1995 по 1998 — Надзвичайний і Повноважний Посол Ісламської Республіки Іран у Бразиліа (Бразилія).
З 1998 по 2000 — експерт з політичних питань Міністерства закордонних справ Ірану в Тегерані.
З 2003 по 2006 — Надзвичайний і Повноважний Посол Ісламської Республіки Іран в Києві (Україна).